# August Schmidhuber
August Schmidhuber, född 8 maj 1901 i Augsburg, död 19 februari 1947 i Belgrad, var en tysk SS-Brigadeführer, generalmajor i Waffen-SS och dömd krigsförbrytare.

## Biografi
Från maj 1944 till januari 1945 förde Schmidhuber befäl över 21. Waffen-Gebirgs-Division der SS Skanderbeg (albanische Nr. 1) som bekämpade partisaner i Jugoslavien. Därefter ledde han 7. SS-Freiwilligen-Gebirgs-Division Prinz Eugen som också ägnade sig åt antipartisankrigföring.
Vid krigsslutet i maj 1945 greps Schmidhuber och utlämnades till jugoslaviska myndigheter. Han ställdes inför en jugoslavisk militärtribunal i Belgrad och dömdes till döden genom hängning för delaktighet i massakrer, deportationer och krigsförbrytelser mot civila. Schmidhuber avrättades i februari 1947.

## Utmärkelser
- Tyska korset i guld: 3 augusti 1943
- Järnkorset av andra klassen: 4 oktober 1939
- Järnkorset av första klassen: 11 november 1939
- Tyska riksidrottsutmärkelsen i silver
- SA:s idrottsutmärkelse i guld
- Infanteristridsmärket